# Чабукиани, Вахтанг Михайлович
Вахта́нг Миха́йлович Чабукиа́ни (груз. ვახტანგ მიხეილის ძე ჭაბუკიანი; 27 февраля [12 марта] 1910, Тифлис — 6 апреля 1992, Тбилиси) — советский, грузинский артист балета, хореограф, балетмейстер, педагог. Герой Социалистического Труда (1990). Народный артист СССР (1950). Лауреат Ленинской премии (1958) и трёх Сталинских премий (1941, 1948, 1951).

## Биография
Родился 27 февраля (12 марта) 1910 года в Тифлисе (ныне — Тбилиси), в бедной семье, где отец был плотником, а мать — белошвейкой.
Работая учеником в ремесленной мастерской Марии Шевалье, изготавливавшей игрушки, и разнося заказы, узнал о балетной школе под руководством Марии Перини. По настоянию мальчика отец отдал его на обучение в эту школу.
С 1924 года, после окончания Государственной балетной школы при Тбилисском театре оперы и балета (ныне Тбилисское хореографическое училище) у М. И. Перини, начал работать в Тбилисском театре оперы и балета им. З. Палиашвили.
В 1926 году поступил в Ленинградский хореографический техникум (ныне Академия русского балета имени А. Я. Вагановой) (педагоги В. А. Семёнов, В. И. Пономарёв, А. В. Ширяев), по окончании которого, с 1929 по 1941 год — артист балета Ленинградского театра оперы и балета им. Кирова (ныне Мариинский театр). В этом театре дебютировал как балетмейстер.
В ноябре 1933 года вмeстe c балериной Т. Вечесловой был в гастрольной поездкe в США, гдe дал свыше тридцати концертов.
С 1941 года жил в Тбилиси, где до 1973 года руководил балетной труппой Тбилисского театра оперы и балета им. З. Палиашвили. Выступал как танцовщик до 1968 года.
С 1933 года гастролировал за рубежом — США (1933, 1934, 1964), Италия (1934), Иран (1942), страны Латинской Америки (1958), Австрия (1958) и др. Ставил спектакли в Японии, Иране, Венгрии.
В 1950—1973 годах — директор Тбилисского хореографического училища (ныне — имени В. Чабукиани) и преподаватель классического танца в старших классах (с 1982 — главный консультант). В 1965—1970 годах возглавлял балетмейстерское отделение Театрального института имени Ш. Руставели (Тбилиси). Воспитал плеяду талантливых артистов: В. Цигнадзе, З. Кикалейшвили, И. Алексидзе, Е. Геловани, А. Церетели, Р. Магалашвили, Т. Санадзе, В. Гунашвили, Э. Чабукиани и многие другие.
Депутат ВС СССР 5 созыва (1958—1962).

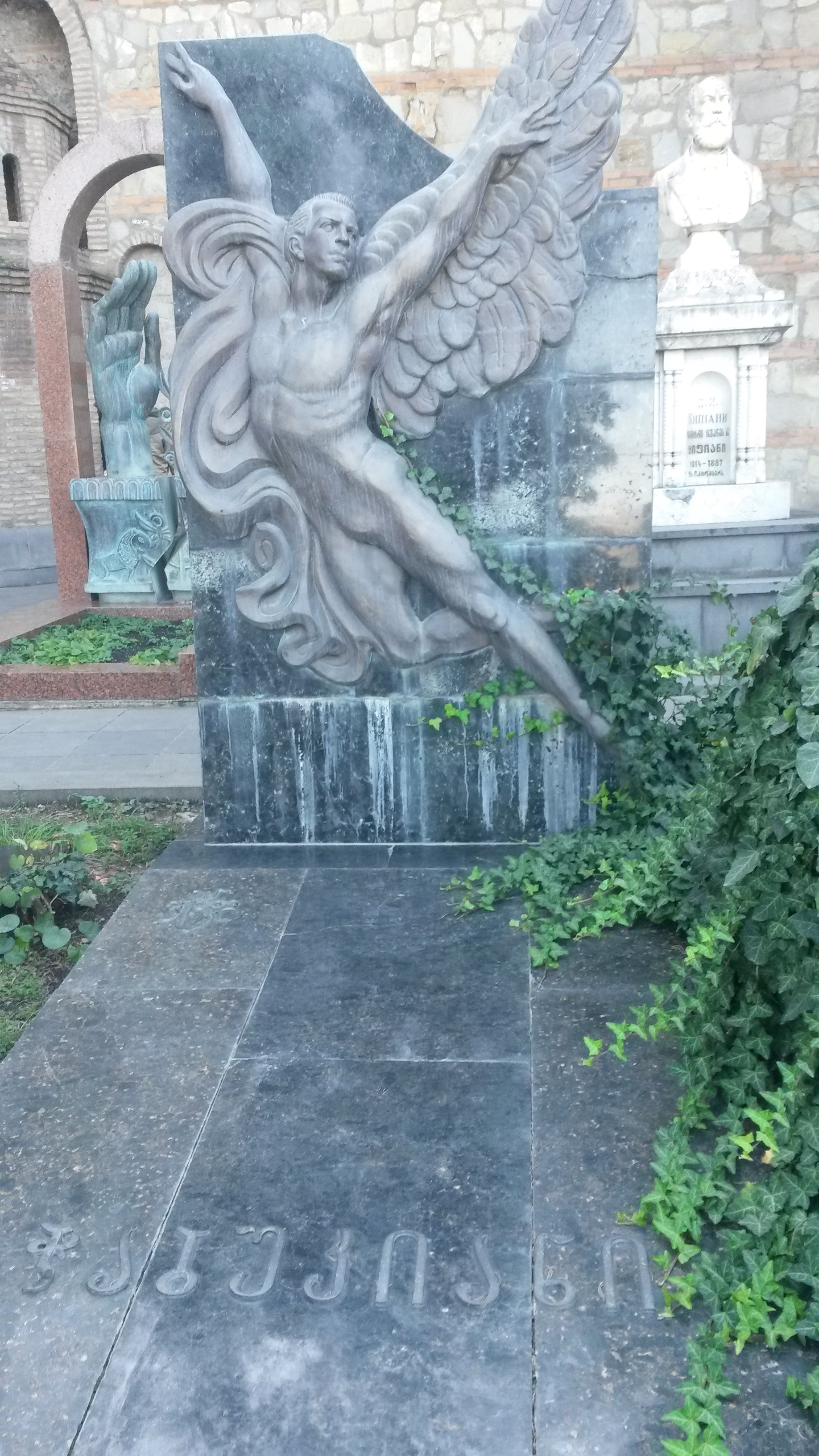
Могила Чабукиани в Пантеоне Мтацминда

Умер 6 апреля 1992 года в Тбилиси. Похоронен в Пантеоне деятелей грузинской культуры на горе Мтацминда.

### Семья
- Жена — Галина Кузьминична Кузнецова (1912—2005), балерина, актриса, педагог. Брак распался в довоенные годы.

## Награды и звания
- Герой Социалистического Труда — указом № 199 Президента СССР Михаила Сергеевич Горбачёва «О присвоении звания Героя Социалистического Труда тов. Чабукиани В. М.» от 19 мая 1990 года «за выдающийся вклад в развитие советского хореографического искусства»
- Заслуженный артист РСФСР (1939)
- Заслуженный деятель искусств РСФСР (1940)
- Народный артист Грузинской ССР (1941)
- Народный артист СССР (1950)[2]
- Ленинская премия (1958)[2] — за постановку балетного спектакля «Отелло» А. Д. Мачавариани на сцене ГрАТОБ имени З. П. Палиашвили и исполнение в нём заглавной партии
- Сталинская премия первой степени (1941)[2] — за выдающиеся достижения в области балетного искусства
- Сталинская премия первой степени (1948) — за постановку балетного спектакля «Синатле» Г. В. Киладзе (1947)
- Сталинская премия второй степени (1951) — за постановку балетного спектакля «Горда» Д. А. Торадзе
- Четыре ордена Ленина (1946, 1950[4], 1958, 1990)
- Два ордена Трудового Красного Знамени (1939, 1966)
- Орден «Знак Почёта» (14.01.1937) — за выдающиеся заслуги в деле развития грузинского оперного искусства, грузинской музыки, песен и танцев
- Медаль «За доблестный труд в Великой Отечественной войне 1941—1945 гг.»
- Медаль «За доблестный труд».

## Творчество

### Ленинградский театр оперы и балета
Партии
- 1929 — «Щелкунчик» П. И. Чайковского — танцует вальс
- 1929 — «Ледяная дева» на музыку Э. Грига — Зимняя птица
- 1930 — «Лебединое озеро» П. И. Чайковского — Зигфрид
- 1930 — «Красный мак» Р. Глиэра — Феникс
- 1930 — «Кармен» Ж. Бизе — Поло
- 1930 — «Золотой век» Д. Шостаковича — Базиль
- 1930 — «Дон Кихот» на музыку Л. Минкуса — Базиль
- 1930 — «Раймонда» А. Глазунова — танцует венгерский танец
- 1930 — «Корсар» на музыку А. Адана, Лео Делиба, Рикардо Дриго, Ц. Пуни — Купец
- 1931 — «Конёк-Горбунок» Ц. Пуни — Гений вод
- 1931 — «Красный мак» Р. Глиэра — Акробат
- 1931 — «Корсар» на музыку А. Адана, Л. Делиба, Р. Дриго, Ц. Пуни — Раб
- 1931 — «Шопениана» М. Фокина — Юноша
- 1932 — «Жизель» А. Адана — Альберт
- 1932 — «Спящая красавица» П. Чайковского — Голубая птица
- 1932 — «Пламя Парижа» Б. Асафьева — Жильбер
- 1933 — «Лебединое озеро» П. Чайковского — Граф
- 1934 — «Бахчисарайский фонтан» Б. Асафьева — Вацлав
- 1934 — «Карнавал» на музыку Р. Шумана — Арлекин
- 1935 — «Эсмеральда» Ц. Пуни — Актеон
- 1935 — «Утраченные иллюзии» — Премьер
- 1935 — «Катерина» на музыку А. Адана, А. Рубинштейна — Владимир
- 1936 — «Пламя Парижа» Б. Асафьева — Жером
- 1937 — «Партизанские дни» Б. Асафьева — Керим
- 1937 — «Раймонда» А. Глазунова — Коломан
- 1938 — «Сердце гор» А. Баланчивадзе — Джарджи
- 1939 — «Лауренсия» А. Крейна — Фрондосо
- 1940 — «Тарас Бульба» В. Соловьёва-Седого — Андрий
- 1940 — «Баядерка» на музыку Л. Минкуса — Солор

Постановки
- 1938 — «Сердце гор» А. Баланчивадзе
- 1939 — «Лауренсия» А. Крейна
- 1956 — «Лауренсия» А. Крейна
- 1960 — «Отелло» А. Мачавариани

### Грузинский театр оперы и балета имени Палиашвили
Партии
- 1941 — «Сердце гор» А. Баланчивадзе — Джарджи
- 1947 — «Синатле» Г. Киладзе — Автандил
- 1948 — «Лауренсия» А. Крейна — Фрондосо
- 1949 — «Горда» Д. Торадзе — Горда
- 1953 — «За мир!» Д. Торадзе — Соколов
- 1957 — «Отелло» А. Мачавариани — Отелло
- 1961 — «Демон» С. Цинцадзе — Демон
- 1962 — «Болеро» на музыку М. Равеля — Кабальеро

Постановки
- 1936 — «Мзечабуки» («Сердце гор») А. Баланчивадзе
- 1941 — «Сердце гор» А. Баланчивадзе
- 1942 — «Жизель» А. Адана
- 1942 — «Шопениана» М. Фокина
- 1942 — «Вальпургиева ночь» (танцы в опере «Фауст»)Ш. Гуно
- 1943 — «Дон Кихот» на музыку Л. Минкуса
- 1944 — «Эсмеральда» Ц. Пуни
- 1945 — «Лебединое озеро» П. Чайковского
- 1946 — «Сказание о Тариэле» Ш. Мшвелидзе
- 1947 — «Синатле» Г. Киладзе
- 1948 — «Лауренсия» А. Крейна
- 1949 — «Горда» Д. Торадзе
- 1950 — «Непрошеные гости» А. Букия
- 1953 — «За мир!» Д. Торадзе
- 1957 — «Отелло» А. Мачавариани
- 1959 — «Спящая красавица» П. Чайковского
- 1961 — «Демон» С. Цинцадзе
- 1962 — «Болеро» на музыку М. Равеля
- 1966 — «Золушка» С. Прокофьева
- 1967 — «Рассвет» Ф. Глонти
- 1968 — «Баядерка» на музыку Л. Минкуса
- 1971 — «Гамлет» Р. Габичвадзе
- 1978 — «Лауренсия» А. Крейна
- 1980 — «Аппассионата» на музыку Сонаты для фортепиано № 23 Л. Бетховена
- «Поэма-балет» («Навстречу жизни», «Торкватто Тассо» (1963), «Амазонки») на музыку Ф. Листа
- «В поисках счастья» на музыку «Рапсодии в стиле блюз» Дж. Гершвина
- «Приглашение к танцу» на музыку К. Вебера

### Большой театр
Постановки
- 1956 — «Лауренсия» А. Крейна

### Фильмография
Роли
- 1940 — Фильм-концерт — танцует (с Н. Дудинской) в номерах «Баядерка», «Сердце гор»
- 1941 — Киноконцерт 1941 года
- 1944 — Щит Джургая — всадник
- 1953 — Мастера русского балета (фильм-спектакль) — Филипп (сцены из балета «Пламя Парижа»)
- 1955 — Мастера грузинского балета (фильм-спектакль) — Фрондозо, Автандил, Варази
- 1960 — Венецианский мавр (фильм-спектакль) — Отелло

Режиссёр и сценарист
- 1955 — Мастера грузинского балета (фильм-спектакль)
- 1960 — Венецианский мавр (фильм-спектакль)

Участие в фильмах
- 1958 — Королева Бельгии Елизавета в Советском Союзе (документальный)

## Память
- Тбилисское хореографическое училище носит имя балетмейстера.
- В декабре 2005 года грузинская почта выпустила серию из двух марок «Грузинский балет». На первой марке  (Mi #488) изображена советская грузинская балерина, народная артистка Грузинской ССР Вера Цигнадзе, на второй  (Mi #489) — Вахтанг Чабукиани.
- В Тбилиси открыт музей Вахтанга Чабукиани (проспект Давида Агмашенебели, 83/23, мемориальная доска)[5]

| Почтовые марки Грузии «Грузинский балет» (2005)      | Почтовые марки Грузии «Грузинский балет» (2005) |
| ---------------------------------------------------- | ----------------------------------------------- |
|                                                      |                                                 |
| 40 лари — Вера Цигнадзе, 50 лари — Вахтанг Чабукиани |                                                 |